# Zgornji Kozji Vrh
Zgornji Kozji Vrh – wieś w Słowenii, w gminie Radlje ob Dravi. W 2018 roku liczyła 138 mieszkańców.